# Brot-Dessous
Brot-Dessous är en ort i kommunen Rochefort i kantonen Neuchâtel i Schweiz. Den ligger cirka 14,5 kilometer väster om Neuchâtel. Orten har 112 invånare (2021).
Orten var före den 1 januari 2016 en egen kommun, men inkorporerades då in i kommunen Rochefort. Den tidigare kommunen omfattade även byarna Champ-du-Moulin och Fretereules.